# Seven de Dubái 2017
El Seven de Dubái 2017 fue la decimoctava edición del Seven de Dubái y es el torneo que dio comienzo a la Serie Mundial de Rugby 7 2017-18. Se realizó durante el primer fin de semana de diciembre de 2017 en el The Sevens Stadium en Dubái, Emiratos Árabes.

## Formato
Se dividen en cuatro grupos de cuatro equipos, cada grupo se resuelve con el sistema de todos contra todos a una sola ronda; la victoria otorga 3 puntos, el empate 2 y la derrota 1 punto.
Los dos equipos con más puntos en cada grupo avanzan a cuartos de final de la Copa. Los cuatro ganadores avanzan a semifinales de la Copa, y los cuatro perdedores a semifinales por el quinto puesto.
Los dos equipos con menos puntos en cada grupo avanzan a cuartos de final de la challenge trophy. Los cuatro ganadores avanzan a semifinales de la challenge trophy, y los cuatro perdedores a semifinales del decimotercer puesto.

## Equipos participantes
Además de los 15 equipos que tienen su lugar asegurado para toda la temporada se suma como invitado la selección de Uganda ganadora del Campeonato Africano de Rugby 7 de 2017 luego de derrotar a Zimbabue en la final por 10-7.
| - Argentina - Australia - Canadá - Escocia | - España - Estados Unidos - Fiyi - Francia | - Gales - Inglaterra - Kenia - Nueva Zelanda | - Rusia - Samoa - Sudáfrica - Uganda |

## Resultados

### Fase de grupos
- Todos los horarios corresponden al huso horario local: UTC+4.[3]

#### Grupo A
| Pos | Países    | Pts | Partidos | Partidos | Partidos | Partidos | Tantos | Tantos | Tantos |
| Pos | Países    | Pts | J        | G        | E        | P        | PF     | PC     | DP     |
| --- | --------- | --- | -------- | -------- | -------- | -------- | ------ | ------ | ------ |
| 1   | Sudáfrica | 9   | 3        | 3        | 0        | 0        | 95     | 15     | +80    |
| 2   | Kenia     | 7   | 3        | 2        | 0        | 1        | 63     | 77     | -14    |
| 3   | Canadá    | 5   | 3        | 1        | 0        | 2        | 37     | 74     | -37    |
| 4   | Uganda    | 3   | 3        | 0        | 0        | 3        | 41     | 70     | -29    |

|  | Avanzan a cuartos de final. |

| 1 de diciembre, 10:30 | Canadá | 15 - 29 | Kenia | The Sevens Stadium, Dubái |  |
|                       |        | Reporte |       |                           |  |

| 1 de diciembre, 10:52 | Sudáfrica | 19 - 10 | Uganda | The Sevens Stadium, Dubái |  |
|                       |           | Reporte |        |                           |  |

| 1 de diciembre, 14:14 | Canadá | 22 - 17 | Uganda | The Sevens Stadium, Dubái |  |
|                       |        | Reporte |        |                           |  |

| 1 de diciembre, 14:36 | Sudáfrica | 48 - 5  | Kenia | The Sevens Stadium, Dubái |  |
|                       |           | Reporte |       |                           |  |

| 1 de diciembre, 19:31 | Kenia | 29 - 14 | Uganda | The Sevens Stadium, Dubái |  |
|                       |       | Reporte |        |                           |  |

| 1 de diciembre, 19:53 | Sudáfrica | 28 - 0  | Canadá | The Sevens Stadium, Dubái |  |
|                       |           | Reporte |        |                           |  |

#### Grupo B
| Pos | Países     | Pts | Partidos | Partidos | Partidos | Partidos | Tantos | Tantos | Tantos |
| Pos | Países     | Pts | J        | G        | E        | P        | PF     | PC     | DP     |
| --- | ---------- | --- | -------- | -------- | -------- | -------- | ------ | ------ | ------ |
| 1   | Inglaterra | 9   | 3        | 3        | 0        | 0        | 71     | 12     | +59    |
| 2   | Escocia    | 7   | 3        | 2        | 0        | 1        | 50     | 64     | -14    |
| 3   | España     | 5   | 3        | 1        | 0        | 2        | 35     | 66     | -31    |
| 4   | Francia    | 3   | 3        | 0        | 0        | 3        | 38     | 52     | -14    |

|  | Avanzan a cuartos de final. |

| 1 de diciembre, 11:14 | Escocia | 24 - 14 | Francia | The Sevens Stadium, Dubái |  |
|                       |         | Reporte |         |                           |  |

| 1 de diciembre, 11:36 | Inglaterra | 28 - 0  | España | The Sevens Stadium, Dubái |  |
|                       |            | Reporte |        |                           |  |

| 1 de diciembre, 14:58 | Escocia | 26 - 21 | España | The Sevens Stadium, Dubái |  |
|                       |         | Reporte |        |                           |  |

| 1 de diciembre, 15:20 | Inglaterra | 14 - 12 | Francia | The Sevens Stadium, Dubái |  |
|                       |            | Reporte |         |                           |  |

| 1 de diciembre, 20:15 | Francia | 12 - 14 | España | The Sevens Stadium, Dubái |  |
|                       |         | Reporte |        |                           |  |

| 1 de diciembre, 20:37 | Inglaterra | 29 - 0  | Escocia | The Sevens Stadium, Dubái |  |
|                       |            | Reporte |         |                           |  |

#### Grupo C
| Pos | Países    | Pts | Partidos | Partidos | Partidos | Partidos | Tantos | Tantos | Tantos |
| Pos | Países    | Pts | J        | G        | E        | P        | PF     | PC     | DP     |
| --- | --------- | --- | -------- | -------- | -------- | -------- | ------ | ------ | ------ |
| 1   | Fiyi      | 9   | 3        | 3        | 0        | 0        | 97     | 33     | +64    |
| 2   | Australia | 7   | 3        | 2        | 0        | 1        | 104    | 33     | +71    |
| 3   | Gales     | 5   | 3        | 1        | 0        | 2        | 43     | 64     | -21    |
| 4   | Rusia     | 3   | 3        | 0        | 0        | 3        | 12     | 126    | -114   |

|  | Avanzan a cuartos de final. |

| 1 de diciembre, 9:44 | Australia | 38 - 7  | Gales | The Sevens Stadium, Dubái |  |
|                      |           | Reporte |       |                           |  |

| 1 de diciembre, 10:06 | Fiyi | 50 - 7  | Rusia | The Sevens Stadium, Dubái |  |
|                       |      | Reporte |       |                           |  |

| 1 de diciembre, 12:44 | Australia | 47 - 0  | Rusia | The Sevens Stadium, Dubái |  |
|                       |           | Reporte |       |                           |  |

| 1 de diciembre, 13:06 | Fiyi | 21 - 7  | Gales | The Sevens Stadium, Dubái |  |
|                       |      | Reporte |       |                           |  |

| 1 de diciembre, 18:44 | Gales | 29 - 5  | Rusia | The Sevens Stadium, Dubái |  |
|                       |       | Reporte |       |                           |  |

| 1 de diciembre, 19:06 | Fiyi | 26 - 19 | Australia | The Sevens Stadium, Dubái |  |
|                       |      | Reporte |           |                           |  |

#### Grupo D
| Pos | Países         | Pts | Partidos | Partidos | Partidos | Partidos | Tantos | Tantos | Tantos |
| Pos | Países         | Pts | J        | G        | E        | P        | PF     | PC     | DP     |
| --- | -------------- | --- | -------- | -------- | -------- | -------- | ------ | ------ | ------ |
| 1   | Nueva Zelanda  | 9   | 3        | 3        | 0        | 0        | 67     | 43     | +24    |
| 2   | Samoa          | 7   | 3        | 2        | 0        | 1        | 60     | 50     | +10    |
| 3   | Argentina      | 5   | 3        | 1        | 0        | 2        | 53     | 57     | -4     |
| 4   | Estados Unidos | 3   | 3        | 0        | 0        | 3        | 40     | 70     | -30    |

|  | Avanzan a cuartos de final. |

| 1 de diciembre, 9:00 | Estados Unidos | 14 - 22 | Argentina | The Sevens Stadium, Dubái |  |
|                      |                | Reporte |           |                           |  |

| 1 de diciembre, 9:22 | Nueva Zelanda | 24 - 12 | Samoa | The Sevens Stadium, Dubái |  |
|                      |               | Reporte |       |                           |  |

| 1 de diciembre, 12:00 | Estados Unidos | 14 - 26 | Samoa | The Sevens Stadium, Dubái |  |
|                       |                | Reporte |       |                           |  |

| 1 de diciembre, 12:22 | Nueva Zelanda | 21 - 19 | Argentina | The Sevens Stadium, Dubái |  |
|                       |               | Reporte |           |                           |  |

| 1 de diciembre, 18:00 | Argentina | 12 - 22 | Samoa | The Sevens Stadium, Dubái |  |
|                       |           | Reporte |       |                           |  |

| 1 de diciembre, 18:22 | Nueva Zelanda | 22 - 12 | Estados Unidos | The Sevens Stadium, Dubái |  |
|                       |               | Reporte |                |                           |  |

### Etapa eliminatoria

#### Copa de oro
|  | Cuartos de final | Cuartos de final | Cuartos de final |               |               | Semifinales   | Semifinales | Semifinales |      |              | Copa         | Copa         | Copa |  |
|  |                  |                  |                  |               |               |               |             |             |      |              |              |              |      |  |
|  |                  |                  |                  |               |               |               |             |             |      |              |              |              |      |  |
|  | Sudáfrica        | Sudáfrica        | 26               |               |               |               |             |             |      |              |              |              |      |  |
|  | Sudáfrica        | Sudáfrica        | 26               |               |               |               |             |             |      |              |              |              |      |  |
|  | Samoa            | Samoa            | 10               |               |               |               |             |             |      |              |              |              |      |  |
|  | Samoa            | Samoa            | 10               |               | Sudáfrica     | Sudáfrica     | 12          |             |      |              |              |              |      |  |
|  |                  |                  |                  |               | Sudáfrica     | Sudáfrica     | 12          |             |      |              |              |              |      |  |
|  |                  |                  | Fiyi             | Fiyi          | 7             |               |             |             |      |              |              |              |      |  |
|  | Fiyi             | Fiyi             | Fiyi             | Fiyi          | 7             | 35            |             |             |      |              |              |              |      |  |
|  | Fiyi             | Fiyi             |                  |               |               |               |             |             |      |              |              |              |      |  |
|  | Escocia          | Escocia          | 24               |               |               |               |             |             |      |              |              |              |      |  |
|  | Escocia          | Escocia          | 24               |               |               |               |             |             |      | Sudáfrica    | Sudáfrica    | 24           |      |  |
|  |                  |                  |                  |               |               |               |             |             |      | Sudáfrica    | Sudáfrica    | 24           |      |  |
|  |                  |                  | Nueva Zelanda    | Nueva Zelanda | 12            |               |             |             |      |              |              |              |      |  |
|  | Nueva Zelanda    | Nueva Zelanda    | Nueva Zelanda    | Nueva Zelanda | 12            | 14            |             |             |      |              |              |              |      |  |
|  | Nueva Zelanda    | Nueva Zelanda    |                  |               |               |               |             |             |      |              |              |              |      |  |
|  | Kenia            | Kenia            | 12               |               |               |               |             |             |      |              |              |              |      |  |
|  | Kenia            | Kenia            | 12               |               | Nueva Zelanda | Nueva Zelanda | 14          |             |      | Tercer lugar | Tercer lugar | Tercer lugar |      |  |
|  |                  |                  |                  |               | Nueva Zelanda | Nueva Zelanda | 14          |             |      | Tercer lugar | Tercer lugar | Tercer lugar |      |  |
|  |                  |                  | Inglaterra       | Inglaterra    | 5             |               |             |             |      |              |              |              |      |  |
|  | Inglaterra       | Inglaterra       | Inglaterra       | Inglaterra    | 5             | 26            |             |             | Fiyi | Fiyi         | 21           |              |      |  |
|  | Inglaterra       | Inglaterra       |                  |               |               |               |             |             | Fiyi | Fiyi         | 21           |              |      |  |
|  | Australia        | Australia        | 19               |               |               |               |             |             |      |              | Inglaterra   | Inglaterra   | 28   |  |
|  | Australia        | Australia        | 19               |               |               |               |             |             |      |              | Inglaterra   | Inglaterra   | 28   |  |
|  |                  |                  |                  |               |               |               |             |             |      |              |              |              |      |  |

##### Cuartos de final
| 2 de diciembre, 11:00 | Sudáfrica | 26 - 10 | Samoa | The Sevens Stadium, Dubái |  |
|                       |           | Reporte |       |                           |  |

| 2 de diciembre, 11:22 | Fiyi | 35 - 24 | Escocia | The Sevens Stadium, Dubái |  |
|                       |      | Reporte |         |                           |  |

| 2 de diciembre, 11:44 | Nueva Zelanda | 14 - 12 | Kenia | The Sevens Stadium, Dubái |  |
|                       |               | Reporte |       |                           |  |

| 2 de diciembre, 12:06 | Inglaterra | 26 - 19 | Australia | The Sevens Stadium, Dubái |  |
|                       |            | Reporte |           |                           |  |

##### Semifinales
| 2 de diciembre, 16:19 | Sudáfrica | 12 - 7  | Fiyi | The Sevens Stadium, Dubái |  |
|                       |           | Reporte |      |                           |  |

| 2 de diciembre, 16:41 | Nueva Zelanda | 14 - 5  | Inglaterra | The Sevens Stadium, Dubái |  |
|                       |               | Reporte |            |                           |  |

##### Tercer puesto
| 2 de diciembre, 19:08 | Fiyi | 21 - 28 | Inglaterra | The Sevens Stadium, Dubái |  |
|                       |      | Reporte |            |                           |  |

##### Final
| 2 de diciembre, 19:33 | Sudáfrica | 24 - 12 | Nueva Zelanda | The Sevens Stadium, Dubái |  |
|                       |           | Reporte |               |                           |  |

| Bandera de Sudáfrica   |
| Campeón Sudáfrica      |
| 1º título del circuito |

#### Quinto puesto
|  | Semifinales | Semifinales | Semifinales |           |       | 5.º puesto | 5.º puesto | 5.º puesto |  |
|  |             |             |             |           |       |            |            |            |  |
|  |             |             |             |           |       |            |            |            |  |
|  | Samoa       | Samoa       | 27          |           |       |            |            |            |  |
|  | Samoa       | Samoa       | 27          |           |       |            |            |            |  |
|  | Escocia     | Escocia     | 22          |           |       |            |            |            |  |
|  | Escocia     | Escocia     | 22          |           | Samoa | Samoa      | 17         |            |  |
|  |             |             |             |           | Samoa | Samoa      | 17         |            |  |
|  |             |             | Australia   | Australia | 22    |            |            |            |  |
|  | Kenia       | Kenia       | Australia   | Australia | 22    | 12         |            |            |  |
|  | Kenia       | Kenia       |             |           |       | 12         |            |            |  |
|  | Australia   | Australia   | 19          |           |       |            |            |            |  |
|  | Australia   | Australia   | 19          |           |       |            |            |            |  |
|  |             |             |             |           |       |            |            |            |  |

#### Challenge trophy
|  | Eliminatoria   | Eliminatoria   | Eliminatoria |         |           | Semifinales | Semifinales | Semifinales |  |         | Challenge trophy | Challenge trophy | Challenge trophy |  |
|  |                |                |              |         |           |             |             |             |  |         |                  |                  |                  |  |
|  |                |                |              |         |           |             |             |             |  |         |                  |                  |                  |  |
|  | Canadá         | Canadá         | 10           |         |           |             |             |             |  |         |                  |                  |                  |  |
|  | Canadá         | Canadá         | 10           |         |           |             |             |             |  |         |                  |                  |                  |  |
|  | Estados Unidos | Estados Unidos | 5            |         |           |             |             |             |  |         |                  |                  |                  |  |
|  | Estados Unidos | Estados Unidos | 5            |         | Canadá    | Canadá      | 21          |             |  |         |                  |                  |                  |  |
|  |                |                |              |         | Canadá    | Canadá      | 21          |             |  |         |                  |                  |                  |  |
|  |                |                | Francia      | Francia | 28        |             |             |             |  |         |                  |                  |                  |  |
|  | Gales          | Gales          | Francia      | Francia | 28        | 17          |             |             |  |         |                  |                  |                  |  |
|  | Gales          | Gales          |              |         |           |             |             |             |  |         |                  |                  |                  |  |
|  | Francia        | Francia        | 24           |         |           |             |             |             |  |         |                  |                  |                  |  |
|  | Francia        | Francia        | 24           |         |           |             |             |             |  | Francia | Francia          | 21               |                  |  |
|  |                |                |              |         |           |             |             |             |  | Francia | Francia          | 21               |                  |  |
|  |                |                | España       | España  | 12        |             |             |             |  |         |                  |                  |                  |  |
|  | Argentina      | Argentina      | España       | España  | 12        | 26          |             |             |  |         |                  |                  |                  |  |
|  | Argentina      | Argentina      |              |         |           |             |             |             |  |         |                  |                  |                  |  |
|  | Uganda         | Uganda         | 7            |         |           |             |             |             |  |         |                  |                  |                  |  |
|  | Uganda         | Uganda         | 7            |         | Argentina | Argentina   | 12          |             |  |         |                  |                  |                  |  |
|  |                |                |              |         | Argentina | Argentina   | 12          |             |  |         |                  |                  |                  |  |
|  |                |                | España       | España  | 14        |             |             |             |  |         |                  |                  |                  |  |
|  | España         | España         | España       | España  | 14        | 31          |             |             |  |         |                  |                  |                  |  |
|  | España         | España         |              |         |           |             |             |             |  |         |                  |                  |                  |  |
|  | Rusia          | Rusia          | 0            |         |           |             |             |             |  |         |                  |                  |                  |  |
|  | Rusia          | Rusia          | 0            |         |           |             |             |             |  |         |                  |                  |                  |  |
|  |                |                |              |         |           |             |             |             |  |         |                  |                  |                  |  |

#### Decimotercer puesto
|  | Semifinales    | Semifinales    | Semifinales |        |       | 13.º puesto | 13.º puesto | 13.º puesto |  |
|  |                |                |             |        |       |             |             |             |  |
|  |                |                |             |        |       |             |             |             |  |
|  | Estados Unidos | Estados Unidos | 21          |        |       |             |             |             |  |
|  | Estados Unidos | Estados Unidos | 21          |        |       |             |             |             |  |
|  | Gales          | Gales          | 31          |        |       |             |             |             |  |
|  | Gales          | Gales          | 31          |        | Gales | Gales       | 26          |             |  |
|  |                |                |             |        | Gales | Gales       | 26          |             |  |
|  |                |                | Uganda      | Uganda | 7     |             |             |             |  |
|  | Uganda         | Uganda         | Uganda      | Uganda | 7     | 17          |             |             |  |
|  | Uganda         | Uganda         |             |        |       | 17          |             |             |  |
|  | Rusia          | Rusia          | 12          |        |       |             |             |             |  |
|  | Rusia          | Rusia          | 12          |        |       |             |             |             |  |
|  |                |                |             |        |       |             |             |             |  |

## Posiciones finales
| Pos               | Equipo         |
| ----------------- | -------------- |
| Medalla de oro    | Sudáfrica      |
| Medalla de plata  | Nueva Zelanda  |
| Medalla de bronce | Inglaterra     |
| 4                 | Fiyi           |
| 5                 | Australia      |
| 6                 | Samoa          |
| 7                 | Escocia        |
| 7                 | Kenia          |
| 9                 | Francia        |
| 10                | España         |
| 11                | Argentina      |
| 11                | Canadá         |
| 13                | Gales          |
| 14                | Uganda         |
| 15                | Rusia          |
| 15                | Estados Unidos |